# Bombardier Recreational Products
Bombardier Recreational Products (BRP) – канадська корпорація, яка спеціалізується на розробці різних транспортних засобів для активного відпочинку. BRP – світовий лідер у розробці, виробництві і продажу квадроциклів та мотовсюдиходів Can-Am, гідроциклів Sea-Doo, снігоходів Ski-Doo та трициклів (родстерів) Spyder і Ryker. Компанія заснована в 1942 році Жозефом-Армандом Бомбардьє.
Раніше компанія була частиною Bombardier Inc. Проте в 2003 році Bombardier Inc. продала підрозділ BRP: 50% акцій належить групі інвесторів Bain Capital, 15% - Caisse de Dépôt & Placements du Québec, 35% належить родині Бомбардьє. BRP має виробничі потужності в п’яти країнах: Канада, США, Мексика, Фінляндія, Австрія. Продукція компанії продається в понад 80 країнах світу, 18 з яких мають власну мережу прямих продажів.

## Квадроцикли та мотовсюдиходи Can-Am

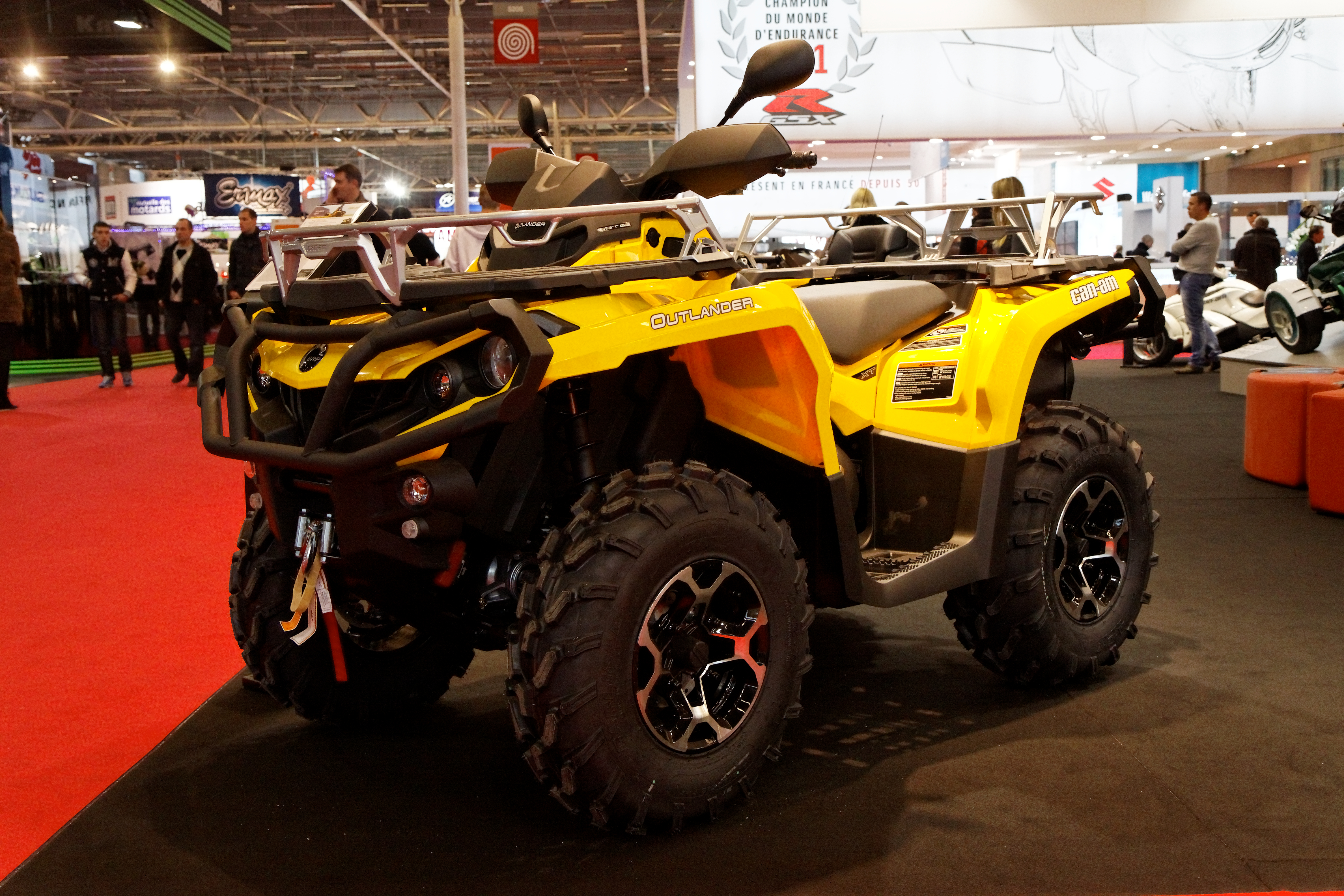
Can-Am Outlander 1000

У 1973 році під керівництвом американського інженера на ім’я Гар Робінсон і колишнім чемпіоном світу по мотокросу Джефом Смітом, працюючих з командою гонщиків з Каліфорнії, почали робити мотокросові мотоцикли і ендуро-велосипеди Can-Am з використанням двигунів, що надаються австрійською компанією Rotax, іншою дочірньою компанією Bombardier.
Мотоцикли завоювали золоту, срібну і бронзову медалі на Міжнародному чемпіонаті “Шість днів прокату”, Олімпіади позашляхових мотоциклів. Наступного року компанія взяла участь у національному чемпіонаті з Can-Am гонщиками Гэрі Джонс, Марті Тріпс і Джиммі Элліс, отримавши перше, друге і третє місця. Мотоцикли придбали репутацію завдяки своїй високій потужності. Проте незабаром після запуску Can-Am, корпорація Bombardier змінила свої пріоритети від Recreational Products змістилися до диверсифікації у галузі устаткування, а потім, через декілька років, в авіабудування. В результаті, інвестиції в нові моделі Can-Am істотно знижені.
У 1983 році Bombardier ліцензувало бренд Can-Am, проте в 1987 році виробництво припинилося. У 2006 році Bombardier Recreational Products знову запускає Can-Am бренд з його квадроциклами (ATV – all terrain vehicles) і мотовсюдиходами (SSV – side-by-side vehicles).
Can-Am на даний момент має 3 моделі квадроциклів: Outlander, Renegade, DS і 3 моделі мотовсюдиходів: Maverick, Commander і Traxter. Всі моделі оснащуються двигунами австрійської компанії Rotax, лебідками компанії Warn, електропідсилювачем руля (DPS), системою повного приводу і системою блокування переднього диференціалу Visco-Lok QE, системою безпеки з цифровим кодуванням (D.E.S.S.™), багатофункціональною 3D цифровою панеллю приладів, безступінчатим варіатором з системою швидкого спрацьовування (QRS) з посиленою вентиляцією, L / H / N / R / P.
Моделі Outlander оснащують двигунами V-twin 450сс(38 к.с.), 570сс(48 к.с.), 650сс(62 к.с.), 850сс(78 к.с.), 1000сс(89 і 91 к.с.). Кожна модель доступна в двох комплектаціях: XT та XT-P. Can-Am Outlander 1000 LTD також має встановлений GPS навігатор Garmin Montana 650T і пневмопідвіску. Комплектація XMR призначена для суворого бездоріжжя, доступна в трьох варіантах двигунів 570сс, 650сс, 1000сс. Незадежно від вибору двигунів, всі моделі XMR обладнані виносом радіатора та шноркелів. Renegade оснащують двигунами 570сс, 850сс, 1000сс. Також доступний варіант Renegade XMR 1000.
З 2015 року виробляють шестиколісні квадроцикли Can-Am Outlander 6x6 з двигунами 650сс та 1000сс.

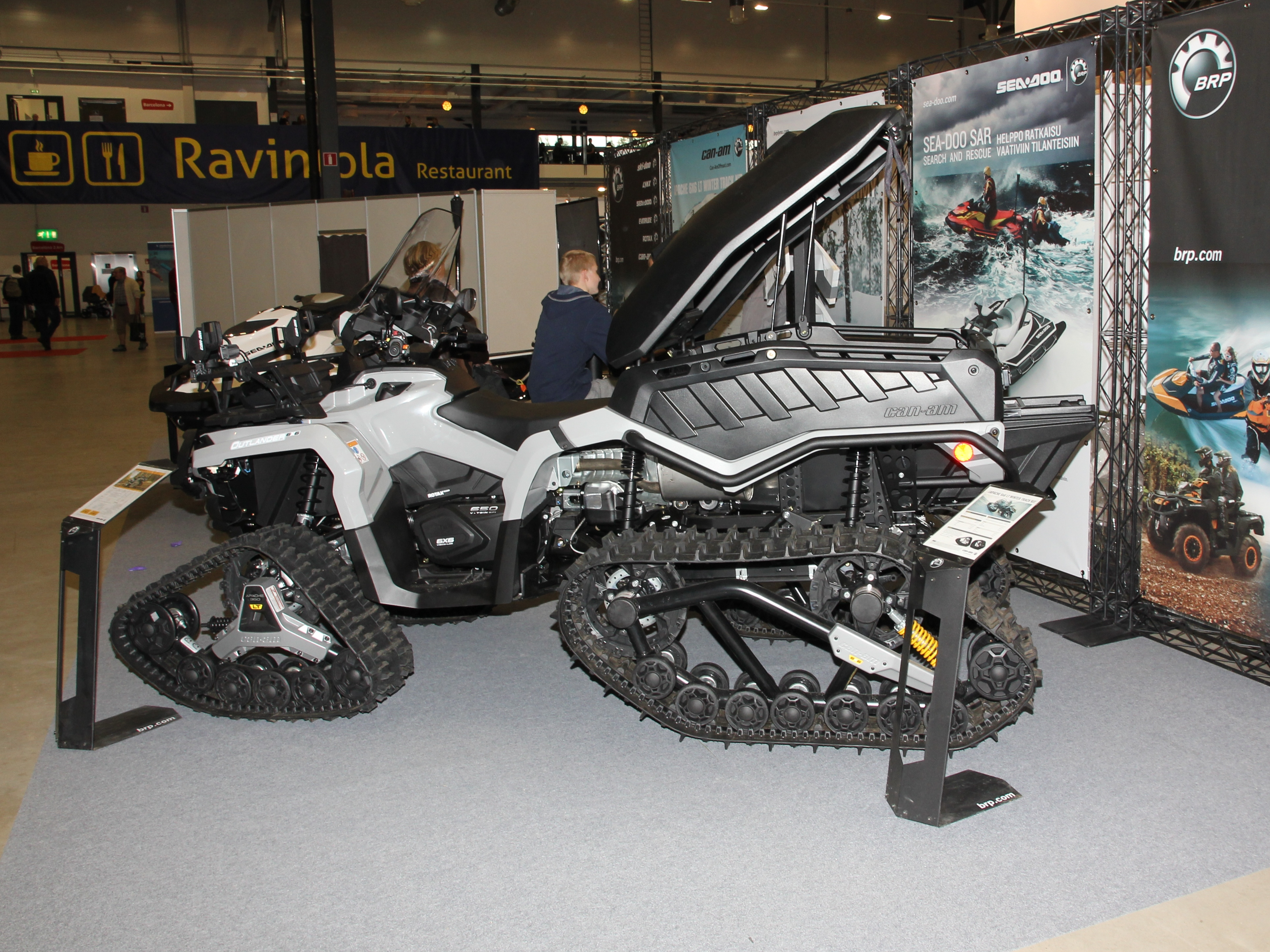
Can-Am Outlander 6x6 на гусеницях Apache 360 LT Track System

Моделі Commander доступні в комплектаціях XT, XT-P, LTD в короткій (двомісній), або довгій (чотиримісній) базі MAX. Всі моделі мають двигун 1000сс. Комплектація LTD оснащена GPS навігатором Garmin Montana 650T і амортизаторами FOX 2.0 PODIUM QS3 Piggyback з регулюванням ступеня стиску.
Серія мотовсюдиходів Maverick має широкий вибір комплектацій: 1000R DPS, X XC DPS 1000, X RS 1000, XMR 1000, з двигунами 1000сс(101 к.с.) в довгій і короткій базі. Також є варіант Turbo з турбодвигуном 1000сс(131 к.с.).
Всі моделі оснащуються амортизаторами високого тиску FOX 2.5 PODIUM RC2 HPG з можливістю регулювання попереднього натягу, відбою і ступеня стиснення пружин на високій і низькій швидкостях.
Maverick X3 та Maverick X3 MAX випускають з 2016 року з новим трициліндровим турбодвигуном об’ємом 900 куб.см. та потужністю 172 к.с. який розганяє Maverick X3 до 100 км/год усього за 4,4 секунди.
Can-Am Traxter залежно від вибору комплектації доступний з двигунами 500сс, 800сс, 1000сс в довгій та короткій базі і  також у варіанті XMR.
В продажу також є спортивні костюми та необхідне спорядження для безпечного катання.
На кожну модель можна придбати гусениці Can-Am Apache 360 LT Track System та снігоочисне обладнання.

## Снігоходи Ski-Doo та Lynx

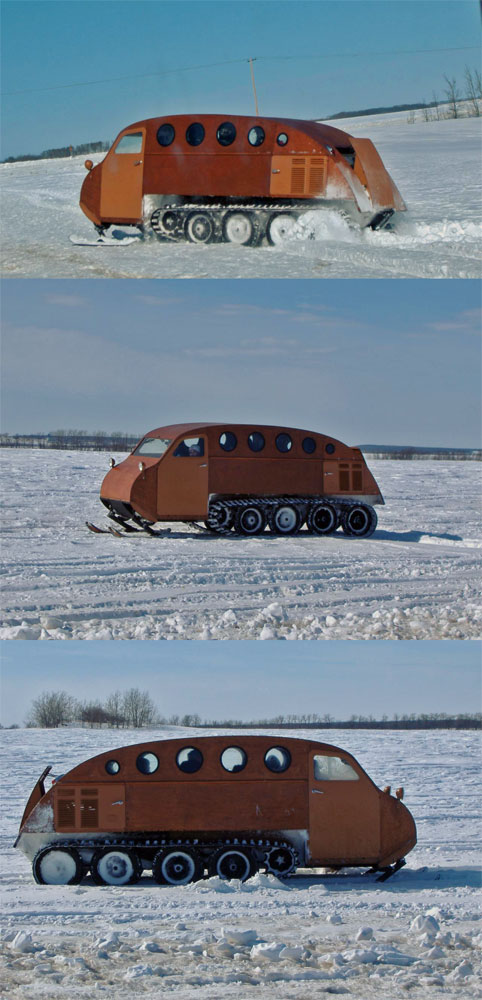
1949-Bombardier-B12

Їх придумали тільки в кінці 1920-х років в Канаді. Автором винаходу виступив Жозеф-Арманд Бомбардьє, винахідник і бізнесмен з Квебека, що став фактично засновником компанії Bombardier. Застосувати винахід на практиці йому вдалося у 1937 році, саме тоді Бомбардьє запатентував і почав випускати перший в світі снігохід, що одержав позначення В-7. Це була велика крита семимісна машина з гусеницями. У 1942 році до неї додалася 12-місна версія В-12. Останні користувалися великою популярністю і використовувалися для самих різних цілей – як "швидка допомога", автомобілі пошти, зимові "шкільні автобуси", техніка для лісових господарств, а в роки Другої світової війни знайшли і військове застосування. Всього до 1951 року було випущено трохи більше 2 800 таких снігоходів. 

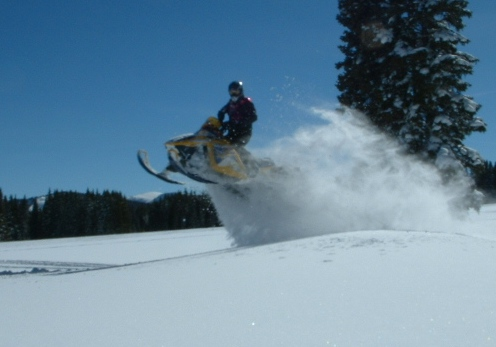
2007 Bombardier XRS 800

Проте, як пишуть нині в біографіях, "заповітною мрією Бомбардьє" було створити маленький, компактний і по можливості швидкий снігохід. Але до певного часу громіздкі конструкції двигунів тих часів не дозволяли втілити мрію в життя. Тільки у 1959 році, з появою більш легких і порівняно невеликих силових агрегатів, вдалося створити і представити широкій громадськості першу машину, вже більш-менш схожу на сучасний снігохід.
Новинка від Бомбардьє одержала назву Ski-Doo і мала неймовірний успіх. Покупцям прийшлася до вподоби техніка, яка дозволяє швидко ганяти снігом і отримувати від цього масу задоволення. Квебек навіть став батьківщиною нового виду спорту – гонок на снігоходах. Популярність Ski-Doo зростала – якщо в перший рік заповзятливий канадець продав 225 компактних снігоходів Ski-Doo, то чотири роки потому річний об'єм продажів перевищив відмітку в 8 200 машин. При цьому виробнику вдавалося (і дотепер вдається) підтримувати відмінну якість пропонованої техніки.
На даний момент доступні 8 моделей снігоходів Ski-Doo: MZX, Renegade, Backcountry, Grand Touring, Summit, Freeride, Expedition, Skandic, Tundra і 8 моделей Lynx: Xterrain, BoonDocker, Xtrim, 49 Ranger, Rave, Commander, 69 Ranger, Yeti.
За типами снігоходи розділяються на: утилітарні, спортивні і туристичні. У лінійці снігоходів LYNX присутні ще й так звані кросовери, оснащені 2-х і 4-тактним мотором. Однак спортивні моделі Rave і кросовери Boondocker – техніка специфічна, яка вимагає серйозних навичок управління та певних погодних умов.
Expedition та Grand Touring призначені для туризму. Yeti – "робоча конячка", оснащений 3-циліндровим 4-тактним двигуном Rotax 900 ACE з технологією інтелектуальної дросельної заслінки (iTC) і понижуючим режимом трансмісії, завдяки чому снігоход має плавний старт, що вельми важливо для буксирування. Expedition удосконалений додатковим набором опцій, призначений для екстремальніших умов, має два варіанти двигунів об’ємом 900 куб.см (90 к.с.) та 1200 куб.см (130 к.с.).
Renegade Backcountry X є одномісним спортивним снігоходом з двигуном Rotax 850 E-TEC потужністю 164 к.с. Довжина гусениці становить 3705 мм.
Summit X це також одномісний гірський снігохід створений для подолання складних підйомів з двигуном Rotax 850 E-TEC потужністю 164 к.с. Довжина гусениці становить 4445 мм. Є найкращим варіантом для подолання складних умов.
Ski-Doo також має власний асортимент снігохідних костюмів.

## Гідроцикли Sea-Doo

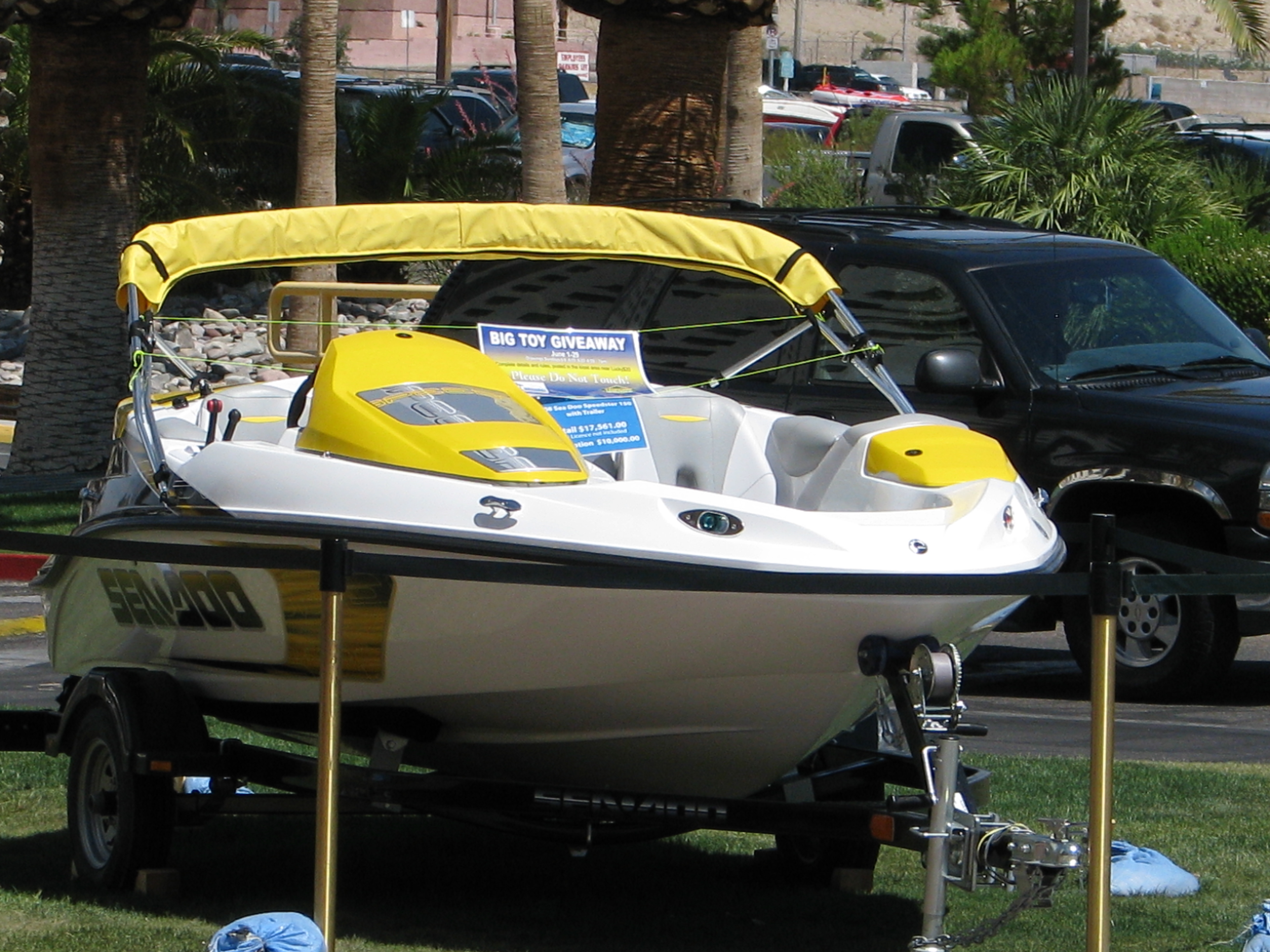
Швидкісний катер Sea-Doo

Перший в світі водний мотоцикл випущений «батьком» снігохода, компанією Bombardier в 1968 році. Метою винахідників було створення самохідних водних лиж, а вийшов водний мотоцикл – з сидінням для водія і пасажирів, електричним стартером рульової колонки і плоским днищем. Але агрегат так і не був запущений у виробництво, так як в ньому не знайшли практичного та функціонального застосування, і в 1970 році розробка гідроциклів була зупинена.

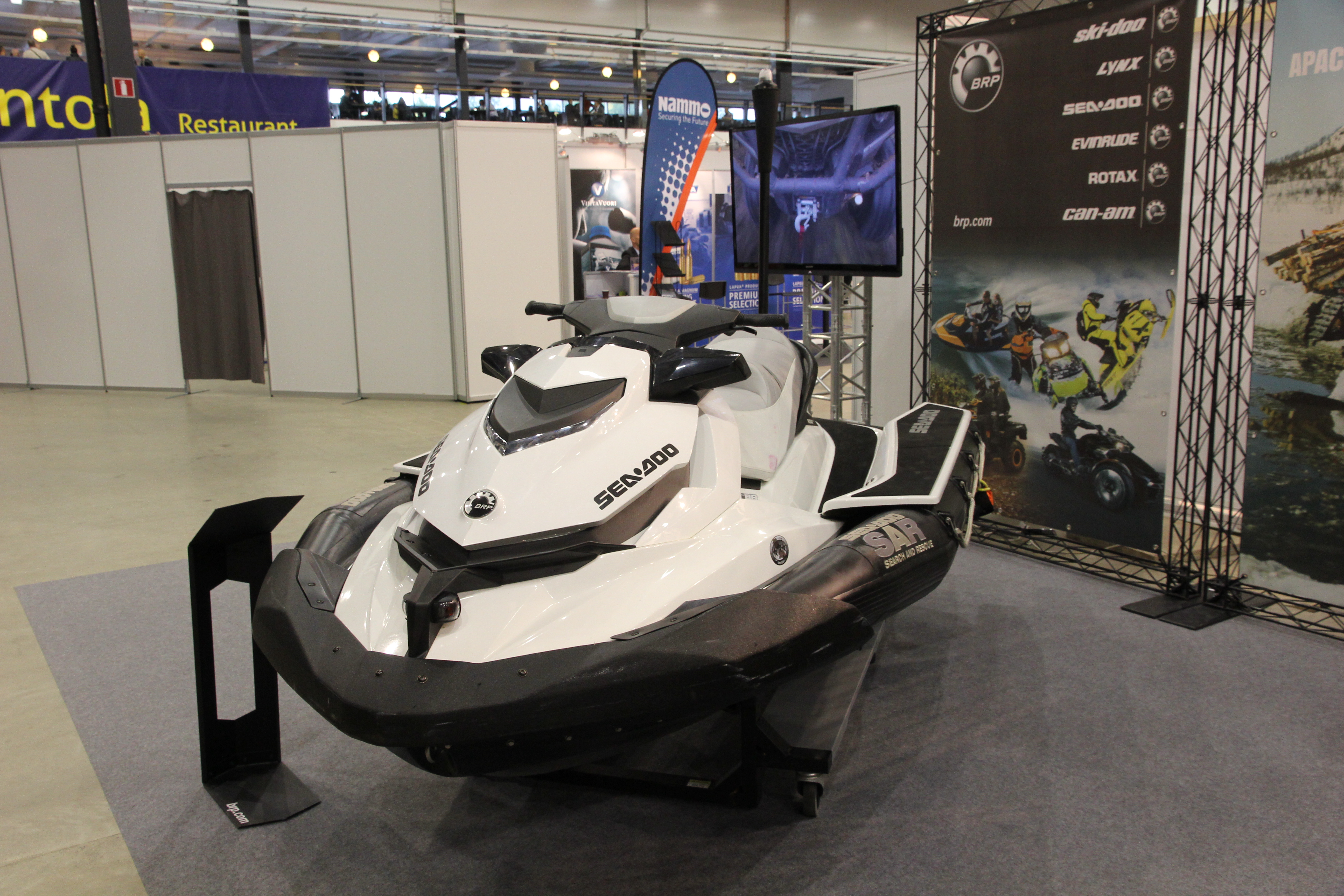
Гідроцикл Sea-Doo

І тільки в 1988 компанія Bombardier почала серійне виробництво гідроциклів SEA-DOO.
Вже до 1996 року гідроцикли Bombardier завоювали 2/3 світового ринку. Сьогодні марка SEA-DOO як і раніше має лідируючі позиції в галузі виробництва аквабайків і реактивних катерів.
28 лютого 1997 року гідроцикл Sea-Doo GTI входить в історію, ставши 500-тисячним виробленим плавзасобом. Цього ж року Bombardier представляє інноваційні D-Sea-Bel технології – поліпшену звукову оптимізацію та ізоляцію, яка знижує рівень шуму на 50%.
У липні 2002 року Альваро де Марічалар встановлює світовий рекорд перетину Атлантичного океану (подорож з більш ніж 10 000 морських миль) на катері Bombardier Sea-Doo XP.
2020 модельний рік представлений 5 категоріями:
1. Rec Lite (полегшені відпочивальні): Spark, Spark Trixx; гідроцикли оснащені двигунами Rotax 900 ACE з потужністю 60 к.с. або 90 к.с.
2. Recreation (відпочивальні): GTI 90/130, GTI SE 130/170.
3. Touring (туристичні люкс-класу): GTX 170/230, GTX LTD 230/300.
4. Sport Fishing (рибальський): Fish Pro 170 к.с.
5. Performance (потужні, силові і спортивні): RXP-X 300, RXT-X 300, RXT 230, GTR 230, GTR-X 230.
6. Tow Sports (буксирувальні): Wake 170 i Wake Pro 230.

Число в назві означає потужність аквабайку.

## Can-Am Roadsters: Spyder і Ryker

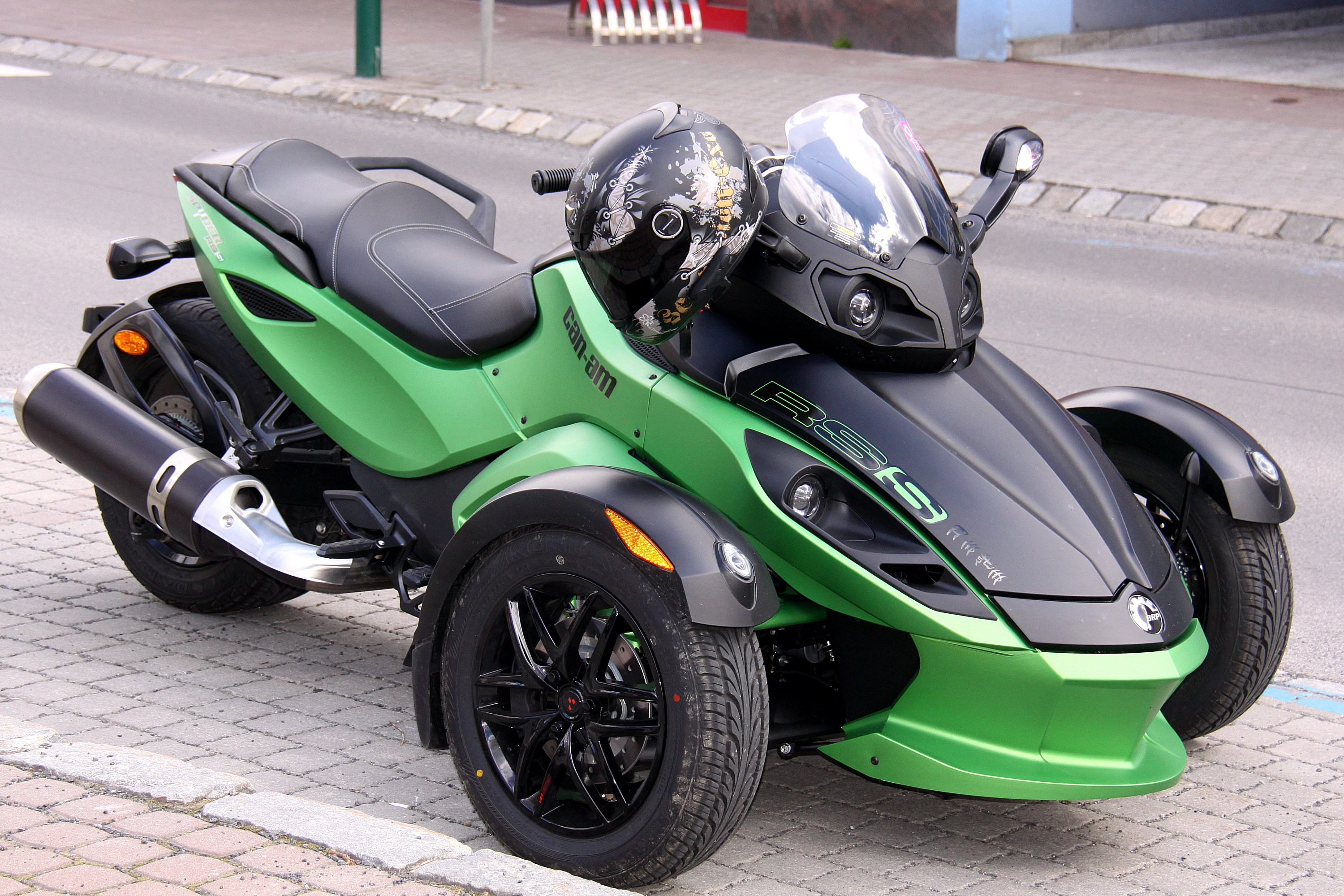
Can-Am Spyder RSS

У 2007 році BRP оголосила про запуск нового триколісного родстера під назвою Spyder, який був випущений під брендом Can-Am. Це перший триколісний транспорт від BRP. За його основу взято ідею компонування сучасного снігохода, що відповідає як вимогам маневреності, так і безпеки. Can-Am Spyder є виключно дорожнім транспортним засобом категорії «B1». У деяких країнах для управління їм досить автомобільних прав. Безліч систем безпеки роблять його зручним засобом пересування на дальні дистанції. Рівень пасивної і активної безпеки Spyder багаторазово перевищує мотоцикл. Швидкісні характеристики аналогічні спортивним мотоциклам – розгін до 100 км/год за 4,5 сек. Використовуваний австрійський двигун ROTAX V-990 EFI мав потужність 106 к.с.
З 2016 року трицикли Spyder оснащені двигуном Rotax 1330 ACE потужністю 115 к.с.
У 2018 році з'явився новий родстер Can-Am Ryker, який зробив революцію серед триколісних транспортних засобів. Оснащений 47 сильним двигуном Rotax 600 ACE, орієнтований на молоду аудиторію, трицикл покорив своєю доступною ціною і 75 тисячами способів персоналізації, включаючи установлення знімного допоміжного обладнання.
Трицикл Can-Am Ryker оснащений двигуном в одному з двох варіантів:
- двоциліндровий Rotax 600 ACE (47 к.с.);
- трициліндровий Rotax 900 ACE (77 к.с.) в т.ч. на спортивному Ryker Rally Edition.

## Вітрильники
У 1970-х роках BRP також побудував вітрильні човни класу запрошення з довжиною корпусу 15 футів 7 в (4,7 м) і 12 футів 6 в (3,8 м).

## Олімпійські ігри
У лютому 2002 року Bombardier є офіційним постачальником Ski-Doo снігоходів і квадроциклів Can-Am на зимових Олімпійських іграх в Солт-Лейк-Сіті.